# Chiesa madre (Partanna)

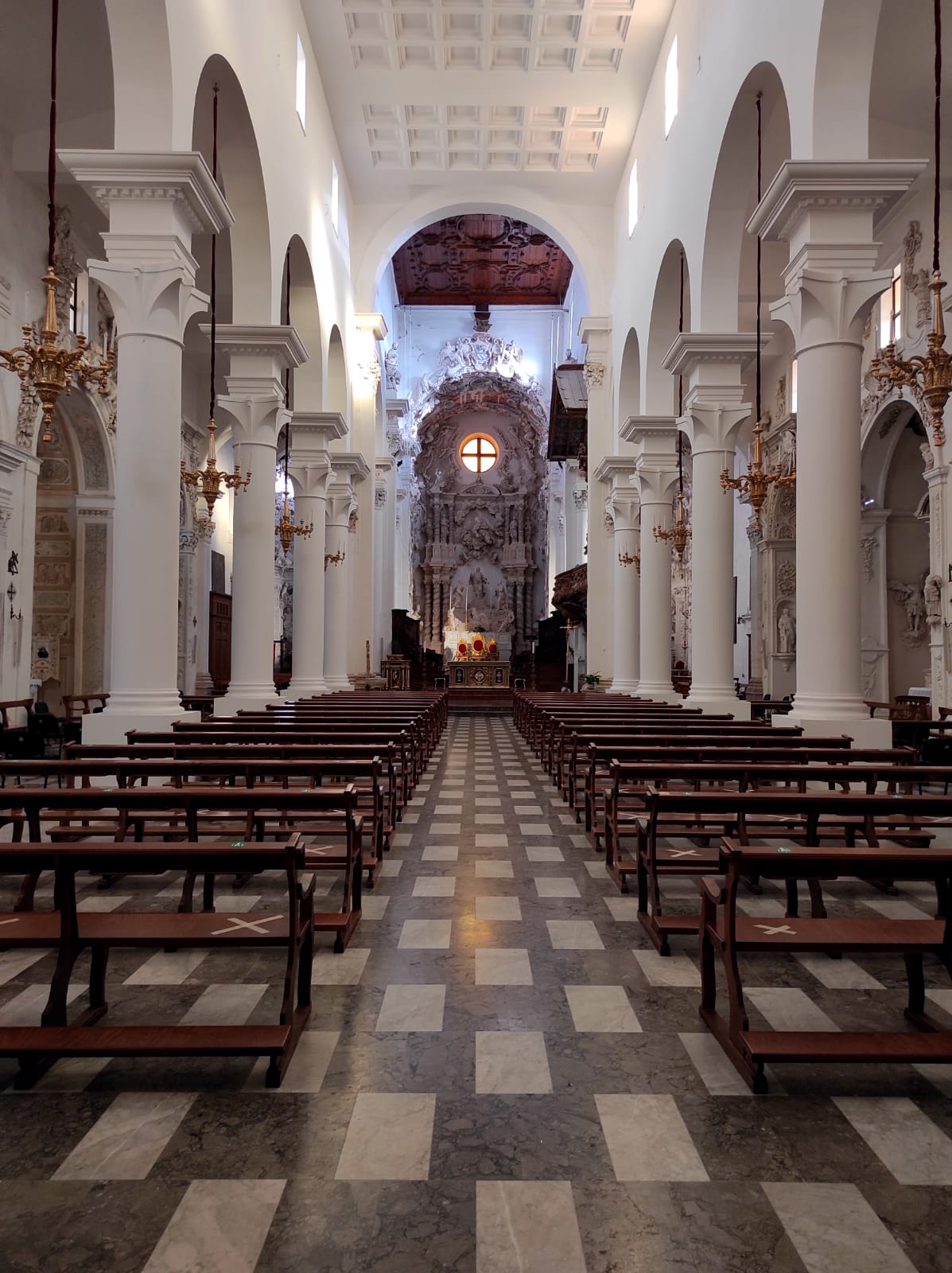
Navata centrale

La Chiesa del Santissimo Salvatore o Chiesa Madre o Duomo è la chiesa madre del comune di Partanna, nella Valle del Belice, in provincia di Trapani.

## Storia
Edificata a partire dal XVI secolo fu danneggiata gravemente dal terremoto del Belice del 1968, successivamente ricostruita e riaperta al culto verso la fine degli anni 70. 
Dalla fine della ricostruzione post-terremoto, non è stato fatto più alcun tipo di intervento. Solo nel 2013 sono stati avviati ulteriori lavori di restauro conservativo dell'edificio che hanno riguardato in particolare il tetto, la navata centrale e l'area presbiterale. I lavori si sono conclusi nel 2019.

## Esterno
Il prospetto dell'imponente facciata, stilisticamente a metà tra barocco e neoclassico, rispecchia l'articolazione interna dell'edificio. Essa presenta tre portali: due laterali, più piccoli, con frontoni triangolari classici e quello centrale, con due colonne che sorreggono un frontone rotondo spezzato, che spicca sugli altri sia per dimensione che per raffinatezza. 
Parte della facciata è crollata insieme al corpo centrale della chiesa durante il sisma del 1968 ed è stato ricostruito negli anni successivi con uno stile classico semplificato. 

## Interno
Impianto a croce latina con apparato decorativo in stucco realizzato nel 1702 da Vincenzo Messina con la collaborazione dei figli Gabriele e Giacomo.

### Cappelle del transetto
- Cappella di San Vito (cappella absidale sinistra): decorata a cavallo tra il 1600 e il 1700 dal Messina;[1]
- Cappella del Santissimo Sacramento (cappella absidale destra): decorata negli ultimi anni del XVII secolo;[1]
- Cappella absidale della Trasfigurazione (capellone centrale).[1]

### Cappelle del lato destro
- Cappella dell'Addolorata;
- Cappella di Sant'Eligio;
- Cappella della Madonna di Lourdes;
- Cappella di Santo Stefano;
- Cappella di Sant'Anna.

### Cappelle del lato sinistro
- Cappella di Sant'Ignazio e di San Francesco Saverio;
- Cappella di San Trifonio;
- Cappella di San Pietro;
- Cappella del Rosario;
- Cappella del Santissimo Crocifisso.